# Königsee
Königsee är en stad i Landkreis Saalfeld-Rudolstadt i förbundslandet Thüringen i Tyskland. Efter sammanlagningen med Rottenbach den 31 december 2012 var namnet Königsee-Rottenbach fram till den 31 december 2018.
Kommunen ingår i förvaltningsgemenskapen Königsee tillsammans med kommunerna Allendorf och Bechstedt.